# Gáspár Miklós Tamás
Gáspár Miklós Tamás   (Cluj-Napoca, 28 de novembre de 1948 - Budapest, 15 de gener de 2023), sovint conegut com TGM, va ser un filòsof, polític, periodista i escriptor marxista hongarès.

## Biografia
Gáspár Miklós Tamás va néixer a l'actual Cluj, Romania. La seva mare, jueva, va escapar de ser deportada a Auschwitz perquè ja estava empresonada per ser comunista. Al 1978 Tamás es va traslladar a Budapest, Hongria, on va participar en moviments opositors clandestins. Com a dissident al final del període socialista d'estat, va ser inicialment un socialista llibertari.
De 1986 a 1988, va ser professor als EUA, França i Regne Unit, i també va continuar els seus estudis a la Universitat d'Oxford. Durant els anys finals del socialisme a Hongria, es va apropar a posicions liberals i es va convertir en líder de l'Aliança de Demòcrates Lliures. Va ser diputat al Parlament hongarès com a representant del SZDSZ del 1989 a 1994.
Es va tornar a identificar com a marxista als primers anys del segle XXI. Va exercir com a president de l'Esquerra Verda extraparlamentària entre 2010 i 2011. Des de llavors ha estat un dels principals opositors al govern hongarès liderat per Viktor Orbán i el partit Fidesz.
Va desenvolupar el terme postfeixisme.